# Largentière
Largentière è un comune francese di 1 937 abitanti situato nel dipartimento dell'Ardèche della regione dell'Alvernia-Rodano-Alpi, sede di sottoprefettura.

## Società

### Evoluzione demografica
Abitanti censiti